# DDR-Rundfahrt 1968
Die DDR-Rundfahrt 1968 war die 18. Ausgabe dieses Etappenrennens und wurde vom 20. bis 25. Juli ausgetragen. Die Einzelwertung gewann der DDR-Fahrer Dieter Grabe vom SC DHfK Leipzig. Die Mannschaftswertung gewann überraschend der SC Karl-Marx-Stadt vor der DDR-Nationalmannschaft.

## Teilnehmer
| - DDR-Nationalmannschaft - DDR-Juniorenauswahl - Sportvereinigung Dynamo - Sportvereinigung Lokomotive - SC Dynamo Berlin - BSG Post Berlin - SC Karl-Marx-Stadt | - SC DHfK Leipzig - ASK Vorwärts Leipzig - Dänemark - Norwegen - Rumänien - diverse Einzelfahrer |

## Streckenverlauf
Die Rundfahrt führte über 985 Kilometer von Potsdam nach Lübbenau und war in sieben Etappen unterteilt. Im Norden gab es zwischen Anklam und Demmin ein Einzelzeitfahren über 48 Kilometern und im sächsischen Hainichen ein Kriterium über 72 Kilometer. Der längste Tagesabschnitt lag zwischen Güstrow und Wittenberg mit 253 Kilometern. Die einzige Bergetappe wurde zwischen Wittenberg und Mittweida gefahren.

## Rennverlauf
Der Leipziger Dieter Grabe dominierte die Rundfahrt von Anfang bis Ende. Bereits auf der ersten Etappe setzte er sich an die Spitze der Gesamtwertung, die er bis zum Ziel in Lübbenau nicht mehr abgab. In der Endwertung hatte er nach drei Etappensiegen einen Vorsprung von mehr als fünf Minuten. Obwohl die DDR-Nationalmannschaft in der Mannschaftswertung auf Platz zwei kam, enttäuschten deren Fahrer in der Einzelwertung. Dieter Mickein war auf Platz sieben Bester der DDR-Auswahl, noch hinter dem besten Ausländer Thorleif Andresen aus Norwegen, der den sechsten Platz erreichte. Überraschend gut fuhren Eberhard Butzke und Steffen Dienewald von der Betriebssportgemeinschaft (BSG) Post Berlin, die auf den Plätzen acht und neun landeten. Der vor einem Jahr beim SC Dynamo Berlin geschasste ehemalige Nationalfahrer Butzke gewann sogar die Mammutetappe Güstrow – Wittenberg. Auch die Mannschaft der DDR-Junioren behauptete sich gut gegenüber den Staatsamateuren der Nationalmannschaft und den Sportklubs. Sie kam in der Mannschaftswertung auf Platz drei mit einem Vorsprung von knapp 20 Minuten vor der zweitbesten Klubmannschaft, dem ASK Vorwärts Leipzig.
| Etappe | Start – Ziel               | Länge (km) | Sieger            | Mannschaft             | Zeit (h) |
| ------ | -------------------------- | ---------- | ----------------- | ---------------------- | -------- |
| 1      | Potsdam – Anklam           | 194        | Dieter Grabe      | SC DHfK Leipzig        | 4:34:50  |
| 2      | Anklam – Demmin Zeitfahren | 048        | Wolfgang Wesemann | ASK Vorwärts Leipzig   | 1:10:43  |
| 3      | Demmin – Güstrow           | 102        | Dieter Mickein    | DDR-Nationalmannschaft | 2:37:24  |
| 4      | Güstrow – Wittenberg       | 253        | Eberhard Butzke   | BSG Post Berlin        | 6:22:18  |
| 5      | Wittenberg – Mittweida     | 134        | Dieter Grabe      | SC DHfK Leipzig        | 3:23:54  |
| 6      | Kriterium in Hainichen     | 072        | Bernd Patzig      | SC Karl-Marx-Stadt     | 1:41:06  |
| 7      | Hainichen – Lübbenau       | 182        | Dieter Grabe      | SC DHfK Leipzig        | 4:26:32  |

## Endergebnisse
|      | Fahrer                | Mannschaft           | Zeit        |
| 01.  | Dieter Grabe          | SC DHfK Leipzig      | 24:19:03 h  |
| 02.  | Gerd Steiner          | SC Karl-Marx-Stadt   | + 5:27 min  |
| 03.  | Wolfgang Wesemann     | ASK Vorwärts Leipzig | + 7:10 min  |
| 04.  | Manfred Kummich       | SV Lokomotive        | + 8:19 min  |
| 05.  | Bernd Patzig          | SC Karl-Marx-Stadt   | + 8:45 min  |
| 06.  | Thorleif Andresen     | Norwegen             | + 8:49 min  |
| 07.  | Dieter Mickein        | DDR                  | + 8:56 min  |
| 08.  | Eberhard Butzke       | BSG Post Berlin      | + 9:07 min  |
| 09.  | Steffen Dienewald     | BSG Post Berlin      | + 9:47 min  |
| 010. | Dieter Voigtländer    | SC Karl-Marx-Stadt   | + 9:50 min  |
| 011. | Bernd Knispel         | DDR                  | + 9:58 min  |
| 012. | Braun                 | Einzelfahrer         | + 10:02 min |
| 013. | Günter Hoffmann       | DDR                  | + 10:16 min |
| 014. | Bernd Höcke           | DDR-Junioren         | + 10:19 min |
| 015. | Horst Wagner          | DDR-Junioren         | + 10:41 min |
| 016. | Ewald Horstmann       | SV Dynamo            | + 11:08 min |
| 017. | Wanzlik               | SC Dynamo Berlin     | + 11:14 min |
| 018. | Stupka                | SV Dynamo            | + 11:37 min |
| 019. | Karl-Heinz Kazmierzak | ASK Vorwärts Leipzig | + 12:14 min |
| 020. | Lothar Borschel       | DDR                  | + 12:35 min |
| 021. | Reinhard Drechsler    | DDR-Juniorenauswahl  | + 12:39 min |
| 0 …  |                       |                      |             |

|     | Mannschaft             | Zeit (h)    |
| 01. | SC Karl-Marx-Stadt     | 73:21:11 h  |
| 02. | DDR-Nationalmannschaft | + 5:08 min  |
| 03. | DDR-Junioren           | + 9:37 min  |
| 04. | ASK Vorwärts Leipzig   | + 29:12 min |
| 05. | SV Dynamo              | + 41:38 min |
| 0 … |                        |             |

|     | Fahrer           | Mannschaft         | Punkte |
| 01. | Dieter Grabe     | SC DHfK Leipzig    | 31     |
| 02. | Gerd Steiner     | SC Karl-Marx-Stadt | 13     |
| 03. | Bernd Patzig     | SC Karl-Marx-Stadt | 10     |
| 04. | Rainer Marks     | SC DHfK Leipzig    | 10     |
| 05. | Michael Kaltofen | SC Dynamo          | 09     |

|     | Fahrer            | Mannschaft           | Punkte |
| 01. | Wolfgang Wesemann | ASK Vorwärts Leipzig | 22     |
| 02. | Bernd Höcke       | DDR-Junioren         | 18     |
| 03. | Michael Schiffner | SC DHfK Leipzig      | 15     |
| 04. | Manfred Radochla  | SC DHfK Leipzig      | 09     |
| 05. | Erwin Raidt       | SC DHfK Leipzig      | 05     |